# سارة البلوشي
سارة البلوشي،  ممثلة بحرينية. بدأت مشوارها في التمثيل في مسرحية إذا ما طاعك الزمان. وهي ابنة خالة الممثلة غادة الفيحاني.

## أعمالها

### في التلفزيون
- شوف الدنيا.
- سوالف طفاش.
- متلف الروح.
- سوالف طفاش - الجزء الثاني.

### في المسرح
- إذا ما طاعك الزمان.
- مواطن آيل السقوط.

## روابط خارجية
- سارة البلوشي على موقع قاعدة بيانات الأفلام العربية